# Pontus Texel
Pontus Texel (* 27. Februar 2004 in Kopenhagen) ist ein dänischer Fußballspieler. Er ist dänischer Nachwuchsnationalspieler.

## Karriere
Pontus Texel kam im Sommer 2019 in die Fußballschule des FC Midtjylland und gab am 19. Oktober 2022 beim 6:0-Sieg im dänischen Pokal gegen Frederiksberg Alliancen 2000 im Alter von 18 Jahren sein Pflichtspieldebüt für die Profimannschaft.